# Doddakallahalli, Malur
Doddakallahalli là một làng thuộc tehsil Malur, huyện Kolar, bang Karnataka, Ấn Độ.